# Okręg wyborczy Walthamstow West
Okręg wyborczy Walthamstow West powstał w 1918 r. i wysyłał do brytyjskiej Izby Gmin jednego deputowanego. Okręg obejmował część obecnego London Borough of Waltham Forest we wschodnim Londynie. Został zlikwidowany w 1974 r.

## Deputowani do brytyjskiej Izby Gmin z okręgu Walthamstow West
- 1918–1922: Charles Jesson, Partia Pracy i Narodowo-Demokratyczna
- 1922–1924: Valentine McEntee, Partia Pracy
- 1924–1929: Horace Crawfurd, Partia Liberalna
- 1929–1950: Valentine McEntee, Partia Pracy
- 1950–1956: Clement Richard Attlee, Partia Pracy
- 1956–1967: Edward Redhead, Partia Pracy
- 1967–1970: Frederick Silvester, Partia Konserwatywna
- 1970–1974: Eric Deakins, Partia Pracy